# Fuente del Bombillo
La Fuente del Bombillo es una fuente monumental neoárabe de la ciudad española de Melilla. Está situada en la Calle García Cabrelles del Ensanche Modernista, y forma parte del Conjunto Histórico Artístico de la Ciudad de Melilla, un Bien de Interés Cultural.

## Historia
Fue construida según proyecto del ingeniero Tomás Moreno Lázaro por el contratista Francisco Tortosa en 1916 e inaugurada el 6 de septiembre de 1916 por el general Federico Monteverde. Es restaurada en el 2005, y nuevamente en el 2021.

## Descripción
Consta de dos torres almenadas blancas con puertas en arcos de herradura que flanquean y sobresalen de los dos nichos bajo también arcos de herradura con piletas, con una pared frontal con los mismos arcos. En el pilar situado entre los nichos se encuentra el Escudo de Melilla. Las paredes, a excepción de las de las torres, están alicatadas de azulejos con lacería típica del arte árabe.